# Cambridge Camden Society
Het Cambridge Camden Society was een Brits architectuurgenootschap gevestigd in 1839 door John Mason Neale, Benjamin Webb en Alexander Hope. Het genootschap steunde een terugkeer naar een middeleeuwse bouwstijl, de zogenaamde neogotiek (Gothic Revival).

## Algemeen

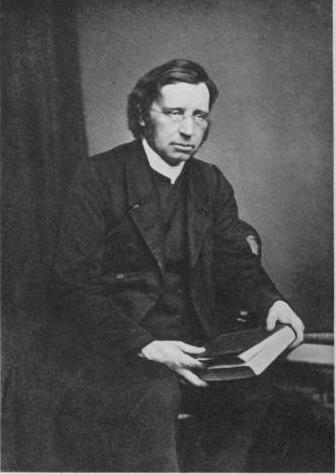
John Mason Neale

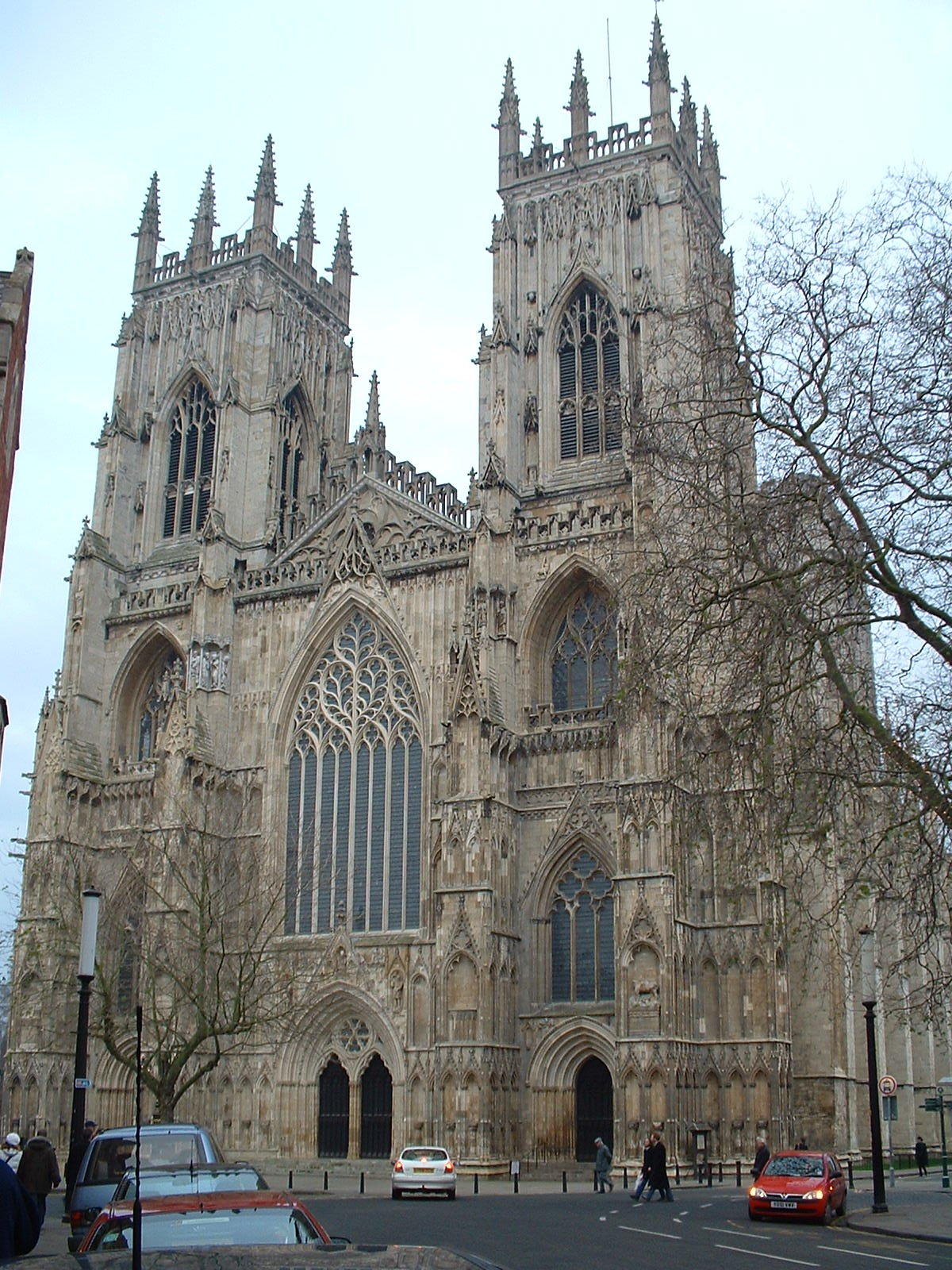

Neal en Webb leerden elkaar in 1838 kennen op de Universiteit van Cambridge. Hun gezamenlijke interesse in de architectuur van kerken en in de traktaten van de Oxford Movement, een beweging die de terugkeer van de Rooms-katholieke liturgie in de Anglicaanse kerk promootte, brachten hen ertoe om zelf een beweging op te starten die zich vooral richtte op de architectuur van kerken en dan vooral op de symboliek daarvan. De beweging werd “The Cambridge Camden Society” genoemd, later veranderde de naam in “Ecclesiological Society”. John Mason Neale (1818-1866) en Benjamin Webb (1819-1885) zetelden beiden in het Comité, wat de kern was van The Cambridge Camden Society. Neale was er van 1839 tot 1843 Chairman of Committees en Webb was Honorary Secretary in de periode van 1840 tot 1844.
Van deze twee stichters is John Mason Neale het best gekend. Men zou zelfs kunnen zeggen dat hij Benjamin Webb overschaduwt, hoewel Webb toch steeds erkend wordt als een belangrijk sleutelfiguur voor de begindagen van The Cambridge Camden Society. Dit kan verklaard worden door het gebrek aan een biografie en het feit dat veel van zijn werken anoniem verschenen zijn.
Naast hun rol in The Cambridge Camden Society, zijn Neale en Webb ook bekend om hun Durandus vertaling van “The Symbolism of Churches and Church Ornaments”. In dit werk wordt vooral ingegaan op de symboliek van de kerkelijke architectuur. Dit werk houdt natuurlijk ook verband met The Cambridge Camden Society, aangezien het onderwerp een van de belangrijke aandachtspunten van de ecclasiologen was.

## The Cambridge Camden Society

### Historisch overzicht
In de periode (1825-1875) kwam de katholieke of religieuze heropleving in Engeland volop op gang. Het is in deze context dat The Cambridge Camden Society in maart 1839 gesticht werd aan de universiteit van Cambridge door John Mason Neale en Benjamin Webb.
In 1845 verhuisde The Cambridge Camden Society naar Londen en veranderde hun naam in “The Ecclesiological Society”. The Society had een grote invloed in de ontwikkeling van kerkarchitectuur in het midden van de 19e eeuw. Hun beroemde tijdschrift, “The Ecclesiologist”, werd gepubliceerd tussen 1841 en 1868. Dit was een combinatie van wetenschappelijke artikels en scherpe kritiek.
In 1879 werd The Society hersticht door Bereford-Hope. Ze stond toen bekend als de “St. Paul’s Ecclesiological Society”, omdat ze aanvankelijk samenkwamen in St. Paul’s Cathedral in Londen. Meer dan 50 jaar lang werden wetenschappelijke artikels onder deze naam uitgebracht. In 1937 kreeg het zijn oude naam “The Ecclesiological Society” terug.
Op het hoogtepunt van hun invloed in de jaren 1840 telde de Society meer dan 700 leden waaronder de bisschop van de Engelse Kerk, decanen van de universiteit van Cambridge en leden van het parlement. The Society en zijn publicaties kenden grote invloed op het ontwerp van Engelse kerken gedurende de volledige 19e eeuw. Gedurende een periode van 20 jaar beïnvloedde The Society vrijwel elk aspect van de Anglicaanse Kerk en herontdekte men haast eigenhandig het architectuurontwerp van de parochiekerk.
De groep was verantwoordelijk voor de lancering van de eerste serieuze onderzoeken naar het kerkontwerp in de Middeleeuwen. Aan de hand van hun publicaties werd vormgegeven aan de wetenschap van de ecclesiologie.
Doorheen zijn hele levensduur hadden alle acties van The Society één doel: de terugkeer van de Kerk en de Engelse kerkgebouwen naar de religieuze welvaart die men gekend had in de Middeleeuwen.
De Cambridge Camden Society behield enorm veel invloed in de architecturale en kerkelijke wereld omwille van het succes van volgend argument: de corruptie en de lelijkheid van de 19e eeuw kan ontvlucht worden door de oprechte poging om de vroomheid en de schoonheid van de Middeleeuwen te heroveren.

### The Cambridge Camden Society
De ‘The Cambridge Camden Society werd oorspronkelijk opgericht om de studie van de gotische architectuur en van de kerkelijke antieken te promoten. Tijdens hun vergaderingen werd verslag uitgebracht over de desbetreffende kerken aan de hand van de registratie van de kleinste details van de gebouwen. Er werden ook lezingen georganiseerd over bijvoorbeeld kerkgeschiedenis, liturgie, symboliek, muziek, mechanica, geologie, borduurwerk, en wandtapijten... The Cambridge Camden Society ontwikkelde de studie van elk van deze onderwerpen tot één wetenschap, de ‘ecclesiologie’.
Maar het belangrijkst aspect van de ecclesiologie was nog altijd de studie van de kerkelijke architectuur of de wetenschap van de christelijke esthetiek. De ecclesiologen pleitten voor het herstel van de verloren middeleeuwse en katholieke identiteit van kerken, maar aangepast aan de hervormde geloofsbeleving (het anglicanisme). Het onderzoek naar en het documenteren van middeleeuwse kerkelijke schema’s vormden de basis van hun studie. Men gebruikte deze schema’s bij het opstellen van specifieke regels voor het bouwen van kerken. De publicatie van deze regels aan de hand van pamfletten en boeken moest ervoor zorgen dat nieuwe kerken in de enige geschikte stijl gebouwd werden en op die manier een vorm van sacramentaliteit bereiken. Het was al snel duidelijk dat de gotiek als enige geschikte stijl voor christelijke architectuur en ornament beschouwd werd. De keuze voor de gotische stijl werd echter nooit echt goed beargumenteerd. Men besteedde veel aandacht aan de perfectie en de waarheid in de architectuur. Die waarheid concentreerde zich vooral op materiaalgebruik en dit betekende bijvoorbeeld dat dragende materialen niet verborgen mogen worden en dat goedkope materialen niet als edelere vermomd mogen worden.
Het was hun bedoeling om op die manier een fysische transformatie van kerkgebouwen te veroorzaken. Via onderzoek naar de symboliek van het bouwen van kerken, haalden ze de mysterieuze betekenis van de oude kerken naar boven en probeerden ze die te integreren in de nieuwe kerkelijke gebouwen.
Al deze intenties kunnen we samenvattend de drie hoofdactiviteiten van The Cambridge Camden Society noemen:
- De herintroductie van het katholiek ritueel in de Anglicaanse Kerk
- Het toezicht op het onderhoud en de restauratie van oude kerken
- De opvolging van de bouw van nieuwe kerken in de juiste, gotische stijl

### De verschuiving binnen de ecclesialogische beweging
Binnen The Cambridge Camden Society heeft zich in de jaren van zijn bestaan een merkbare evolutie voorgedaan. Hun bezigheden evolueerden van louter architectuur naar de hele rites van de Anglicaanse Kerk. Volgens Dale Adelmann kan men deze verschuiving als volgt opdelen:
- 1e periode: van 1839 tot 1850

De ecclesialogen werkten de theoretische en praktische termen van de kerkelijke principes uit, toegepast op het esthetische aspect van de geloofsbelijdenis. Deze principes werden bepaald door de traditionele geestelijken van hogere orde. In deze periode hielden de ecclasiologen zich dus nog louter met de architecturale kant van de kerk bezig.
- 2e periode: van 1850 tot 1856

De Cambridge Camden Society speelde in deze periode een grote rol bij de ontwikkeling van de gezongen kerkdiensten. Bij de leden van de bewegingen werden nu ook meer muzikanten opgenomen. De interesse van de beweging begon zich dus verder te strekken van de architectuur.
- 3e periode: van 1856 tot 1862

De beweging hield zich vanaf deze periode met veel meer bezig dan enkel architectuur. Ze richtten hun aandacht nu op de volledig rites van de Anglicaanse Kerk. Zo schreef Neale “The Hymnal Noted”, een werk met daarin meer dan honderd hymnen vertaalt uit het Latijn, wat duidelijk niets meer te maken had met architectuur.
Naast deze verschuiving was ook de naamsverandering van de beweging een belangrijk keerpunt. In 1846 veranderde de “Cambridge Camden Society” naar de “Ecclesiological Society”. Vanaf dan kan men de werken die door de vereniging gepubliceerd werden, als minder polemisch beschouwen. Men ging zich vanaf dan onder andere bezighouden met de wetenschap van het symbolisme, de principes van de indeling van kerken, kerkmuziek en alle decoratieve kunsten die ondergeschikt zijn aan de religie. Dit benadrukt nog eens dat men zich met veel meer dan architectuur begint bezig te houden.

## Publicaties
De verspreiding van de architecturale ideeën van de Cambridge Camden Society gebeurde hoofdzakelijk aan de hand van een tweemaandelijks tijdschrift “The Ecclesiologist”. Alle aspecten van de ecclesiologie kwamen uitgebreid aan bod. Neale en Webb konden er net als andere ecclesiologen hun scherpe kritiek in kwijt. Die kritiek concentreerde zich vooral op nieuwe kerken die bij hen niet in de smaak vielen.
De voornaamste boeken van The Cambridge Camden Society zijn: A Few Words to Church Wardens, A Few Words to Church Builders en Church Schemes, Blank Forms for the Description of a Church. Deze boeken werden steeds geschreven voor een bepaalde doelgroep.
Zo werd er bijvoorbeeld in Report of The Cambridge Camden Society aandacht gevestigd op de kerkelijke architectuur van de kolonies, door te vermelden dat er een pamflet geschreven zou worden als richtlijn voor de priesters van de kolonies.
In het werk A Few Words to Church Builders kreeg de architect een duidelijk beeld van wat de ecclesialogen van hem verwachtten.
In het boek The Contribution of Cambridge Ecclesiologists to the Revival of Anglican Choral Worship, 1839-62 wordt duidelijk dat de heropleving van de gezongen kerkdiensten door de ecclesialogen bewerkstelligd werd.